# Кошиці-Великі
Кошиці-Великі (пол. Koszyce Wielkie) — село в Польщі, у гміні Тарнів Тарновського повіту Малопольського воєводства.
Населення — 2651 особа (2011).
У 1975-1998 роках село належало до Тарновського воєводства.

## Демографія
Демографічна структура станом на 31 березня 2011 року:
|          | Загалом | Допрацездатний вік | Працездатний вік | Постпрацездатний вік |
| -------- | ------- | ------------------ | ---------------- | -------------------- |
| Чоловіки | 1311    | 291                | 901              | 119                  |
| Жінки    | 1340    | 288                | 805              | 247                  |
| Разом    | 2651    | 579                | 1706             | 366                  |